# Isodictya microchela
Isodictya microchela är en svampdjursart som först beskrevs av Topsent 1915.  Isodictya microchela ingår i släktet Isodictya och familjen Isodictyidae. Inga underarter finns listade i Catalogue of Life.